# Col du Défens
Le col du Défens à 1 266 mètres d'altitude relie Tartonne à l'ouest et Lambruisse à l'est.

## Situation
Il se situe dans le massif des Trois Évêchés, au nord-est du sommet de la Sappée, dans le département des Alpes-de-Haute-Provence entre les communes de Tartonne (hameau de Plan de Chaude) côté ouest et de Lambruisse côté est. Il relie par la route la vallée de l'Asse de Clumanc à la vallée de l'Issole.

## Rallye automobile
Le col a été emprunté par le rallye Monte-Carlo en 2001 lors de l'épreuve spéciale 6 et en 2014 lors de l'épreuve spéciale 11.